# Antoni Ferratges de Mesa
Antoni Ferratges de Mesa (Santiago de Cuba, 13 de maig de 1840 – Barcelona, 21 de febrer de 1909) fou un polític i empresari català, marquès de Mont-roig des de 1887.

## Biografia

### Orígens
Fou fill de Ferran Ferratges i Ballester, comerciant català establert a Santiago Cuba, i de Magdalena de Mesa i Fàbregas, natural de la ciutat. Els Ferratges eren originaris de Mont-roig (Baix Camp), on l'avi havia estat notari i secretari municipal, tanmateix la Guerra del Francès i una sèrie de penúries posteriors feren decidir el pare, amb dinou anys, d'anar a Amèrica a fer fortuna, on nasqueren Antoni i el seu germans, Joaquim i Anna. A Cuba, el seu pare exercí notables càrrecs polítics, i alguns dels cosins d'Antoni van anar a l'illa i feren fortuna, un d'ells arribà a ser alcalde de Sitges. La família es traslladà a Barcelona el 1850, si bé sempre mantingueren la vinculació amb Mont-roig i Cuba.

### Joventut
A la tornada anà a estudiar amb els escolapis i, més tard, es llicencià en Dret per la Universitat de Barcelona. A mitjan anys seixanta s'integrà als consells d'administració de diverses companyies ferroviàries, com la Camins de Ferro de Barcelona a França, a més de ser propietari agrari a Mont-roig i tenir diverses finques urbanes a Madrid. Paral·lelament inicià la seva activitat política ingressant en el Partit Progressista, col·laborant amb la premsa d'aquest signe; entre d'altres, va col·laborar a les publicacions La Corona de Aragón de Víctor Balaguer i La Montaña de Montserrat. Formà part de la direcció del partit com a membre del seu comitè provincial. També intervingué en el cicle revolucionari que el dugué a l'exili i a participar en la revolució de 1868. Fou nomenat vocal de la Junta Provincial d'Instrucció Pública i elegit diputat per Vic a les eleccions de 1869 i per Granollers a les de 1871 i 1872 com a membre de la coalició monàrquica-liberal que després esdevindria el Partit Constitucional. President de la Mesa del Congrés dels Diputats entre 1871-1872, sotssecretari de presidència i Governador Civil de Girona.

### A la Restauració
Amb l'establiment del règim de la restauració borbònica va formar part del Partit Liberal Fusionista i fou escollit novament diputat per Granollers a les eleccions generals espanyoles de 1881, 1884, 1886, 1891 i 1893. Fou novament escollit a les eleccions generals espanyoles de 1898, però va renunciar quan fou nomenat senador vitalici. Ja ho havia estat per Zamora el 1889-1890 i per Barcelona el 1896-1898.
Durant aquests anys fou Director General del Deute (1883), cap de secció de la secretaria del Consell de Ministres (1885), membre de la Junta d'Aranzels de Cuba, delegat del govern a les exposicions universals de Barcelona i Chicago, i membre del Comitè d'Instrucció Pública.

### Família
Es va casar amb Concepció Domínguez. Fou pare de Robert Ferratges i Domínguez.

## Homenatges
A Badalona el 1887 els liberals van posar el nom de «Diputat Ferratges» a una avinguda que actualment travessa diversos barris. El 1896, els conservadors van canviar-li el nom adduint que ja no era diputat, però amb motiu d'una visita el 1898, quan ja era marquès, se li va donar el nom d'avinguda del Marquès de Mont-roig, que és el nom que ha dut des d'ençà aleshores. Cal destacar que el 1882 va ser nomenat Fill Adoptiu de Badalona per la seva relació amb la localitat i les autoritats municipals.